# Flatwoods
För Flatwoods i West Virginia, se Flatwoods, West Virginia.
Flatwoods är en stad i Greenup County, Kentucky, USA. År 2000 hade orten 7 605 invånare. Den har enligt United States Census Bureau en area på 11,6 km², allt är land.